# Жендовиці (Стшелецький повіт)
Жендовиці (пол. Żędowice) — село в Польщі, у гміні Завадзьке Стшелецького повіту Опольського воєводства.
Населення — 2387 осіб (2011).

## Демографія
Демографічна структура станом на 31 березня 2011 року:
|          | Загалом | Допрацездатний вік | Працездатний вік | Постпрацездатний вік |
| -------- | ------- | ------------------ | ---------------- | -------------------- |
| Чоловіки | 1139    | 165                | 792              | 182                  |
| Жінки    | 1248    | 171                | 791              | 286                  |
| Разом    | 2387    | 336                | 1583             | 468                  |